# Rhabdalestes aeratis
Rhabdalestes aeratis is een straalvinnige vissensoort uit de familie van de Afrikaanse karperzalmen (Alestidae). De wetenschappelijke naam van de soort is voor het eerst geldig gepubliceerd in 2005 door Stiassny & Schaefer.